# Mervyn Pike, Baroness Pike
Irene Mervyn Parnicott Pike, Baroness Pike DBE (* 16. September 1918; † 11. Januar 2004) war eine britische Politikerin der Conservative Party, die 17 Jahre lang Abgeordnete des House of Commons war und 1974 als Life Peeress aufgrund des Life Peerages Act 1958 Mitglied des House of Lords wurde.

## Leben

### Studium, berufliche Laufbahn und Unterhausabgeordnete
Mervyn Pike absolvierte nach dem Besuch der Hunmanby Hall in Yorkshire ein Studium der Wirtschaftswissenschaften und Sozialpsychologie an der University of Reading, das sie 1941 mit einem Bachelor of Arts (B.A.) abschloss. Im Anschluss trat sie während des Zweiten Weltkrieges in die Women’s Auxiliary Air Force (WAAF) ein, die Frauenhilfstruppen der Royal Air Force (RAF), und diente in diesen bis 1946. Im Anschluss wurde sie Geschäftsführerin von Clokie & Company, einer ihrer Familie gehörenden Töpferei, und leitete dieses Unternehmen bis 1959.
Bei den Unterhauswahlen am 25. Oktober 1951 kandidierte sie im Wahlkreis Pontefract ebenso erfolglos für ein Abgeordnetenmandat im House of Commons wie bei den Unterhauswahlen am 26. Mai 1955 im Wahlkreis Leek. Nach dem Mandatsverzicht von Anthony Nutting wurde Mervyn Pike als Kandidatin der Conservative Party bei einer Nachwahl (By-election) im Wahlkreis Melton am 19. Dezember 1956 erstmals als Abgeordnete in das House of Commons gewählt und vertrat diesen Wahlkreis mehr als 17 Jahre lang bis zu den Unterhauswahlen am 28. Februar 1974.

### Juniorministerin und Oppositionspolitikerin
1957 wurde Mervyn Pike Parlamentarische Privatsekretärin von David Renton, der zunächst Energieminister (Minister of Power) und dann Parlamentarischer Unterstaatssekretär im Innenministerium (Home Office) war. Danach wurde sie 1959 von Premierminister Harold Macmillan als Nachfolgerin von Kenneth Thompson zur stellvertretenden Generalpostmeisterin (Assistant Postmaster-General) ernannt und war in dieser Funktion bis zu ihrer Ablösung durch Ray Mawby im März 1963 engste Mitarbeiterin von Generalpostmeister Reginald Bevins und die einzige Frau in dieser Funktion. 1960 gehörte sie neben Patricia Hornsby-Smith und Edith Pitt zu den drei einzigen Frau in der erweiterten Regierung Macmillans.
Im März 1963 wurde sie dann Gemeinsame Parlamentarische Unterstaatssekretär im Innenministerium (Joint Parliamentary Under-Secretary for the Home Office) und war bis Oktober 1964 gemeinsam mit dem ebenfalls in dieser Funktion amtierenden Christopher Montague Woodhouse eine der engsten Beraterinnen von Innenminister (Home Secretary) Henry Brooke.
Nach dem Machtverlust der konservativen Tories bei den Unterhauswahlen vom 15. Oktober 1964 wechselte Mervyn Pike in die Privatwirtschaft und wurde Direktor des Tonbergbauunternehmens Watts, Blake & Bearne. Zugleich Sprecherin der Opposition für Gesundheit und soziale Sicherheit und damit Mitglied des Schattenkabinetts ihrer Partei war.
Als die Conservative Party die Unterhauswahlen vom 18. Juni 1970 gewonnen hatte und mit Edward Heath den Premierminister stellte, wurde Mervyn Pike von diesem überraschenderweise nicht wieder ins Kabinett berufen.

### Oberhausmitglied und sonstiges Engagement
Nach ihrem Ausscheiden aus dem Unterhaus wurde Mervyn Pike durch ein Letters Patent vom 15. Mai 1974 als Life Peeress mit dem Titel Baroness Pike, of Melton in the County of Leicestershire, in den Adelsstand erhoben und gehörte bis zu ihrem Tod knapp dreißig Jahre lang dem Oberhaus als Mitglied an. Danach war sie zwischen 1974 und 1981 Vorsitzender des Women’s Royal Voluntary Service, eine Freiwilligenorganisation zur Unterstützung hilfsbedürftiger Personen in England, Schottland und Wales. Voraussetzung zur Übernahme dieser Funktion, zu der sie bereits im Juli 1973 vom damaligen Innenminister Robert Carr nominiert wurde, war der Verzicht auf das Mandat im Unterhaus.
Als es Mitte der 1970er Jahre im Parlament des Vereinigten Königreichs zu einer Debatte über eine Ausweitung der Familienbeihilfe und des Kinderfreibetragsystems zu Gunsten ärmerer Bevölkerungsgruppen durch ein einheitliches Zahlungssystem kam, trat Baroness Pike für eine einfache Form einer negativen Einkommensteuer vor. Danach sollten Eltern, die nicht genug verdienten, um ihren Kinderfreibetrag geltend zu machen, den Wert des Freibetrages als Barzahlung erhalten.
Im Anschluss war Baroness Pike, die 1981 auch zur Dame Commander des Order of the British Empire (DBE) ernannt wurde, von 1981 bis 1985 Vorsitzende der Rundfunkbeschwerdekommission (Broadcasting Complaints Commission). Bereits zuvor war sie Vorsitzende von deren Vorgängerorganisation, des Beratungskomitees der Unabhängigen Rundfunkverwaltung (Independent Broadcasting Authority).